# Lista över svenska militärområden
Detta är en lista över svenska militärområden. Det svenska Militärområdet, vanligtvis förkortat Milo, var fram till försvarsreformen 2000 område enligt dåvarande militärterritoriell indelning inom Försvarsmakten. Chefen, den särskilda Militärområdesbefälhavaren (även militärbefälhavare), hade befälet över den svenska arméns fördelningar (divisioner) som var belägna i regionen, regionala marinkommandot, regionala flygkommandot samt de mindre försvarsområdena som utgjorde militärområdet. Befälhavaren svarade direkt till Överbefälhavaren. Militärområdena i modern form bildades 1966 och varje område namngavs efter den geografiska yta de täckte. Många förändringar gjordes innan de lades ned 2000.

## Militärområden
- Milo B, Bergslagens militärområde
- Milo M, Mellersta militärområdet
- Milo N, Norra militärområdet
- Milo NN, Nedre Norrlands militärområde
- Milo Ö, Östra militärområdet
- Milo ÖN, Övre Norrlands militärområde
- Milo S, Södra militärområdet
- Milo V, Västra militärområdet
- MKG, Gotlands militärkommando